# Jolie Holland

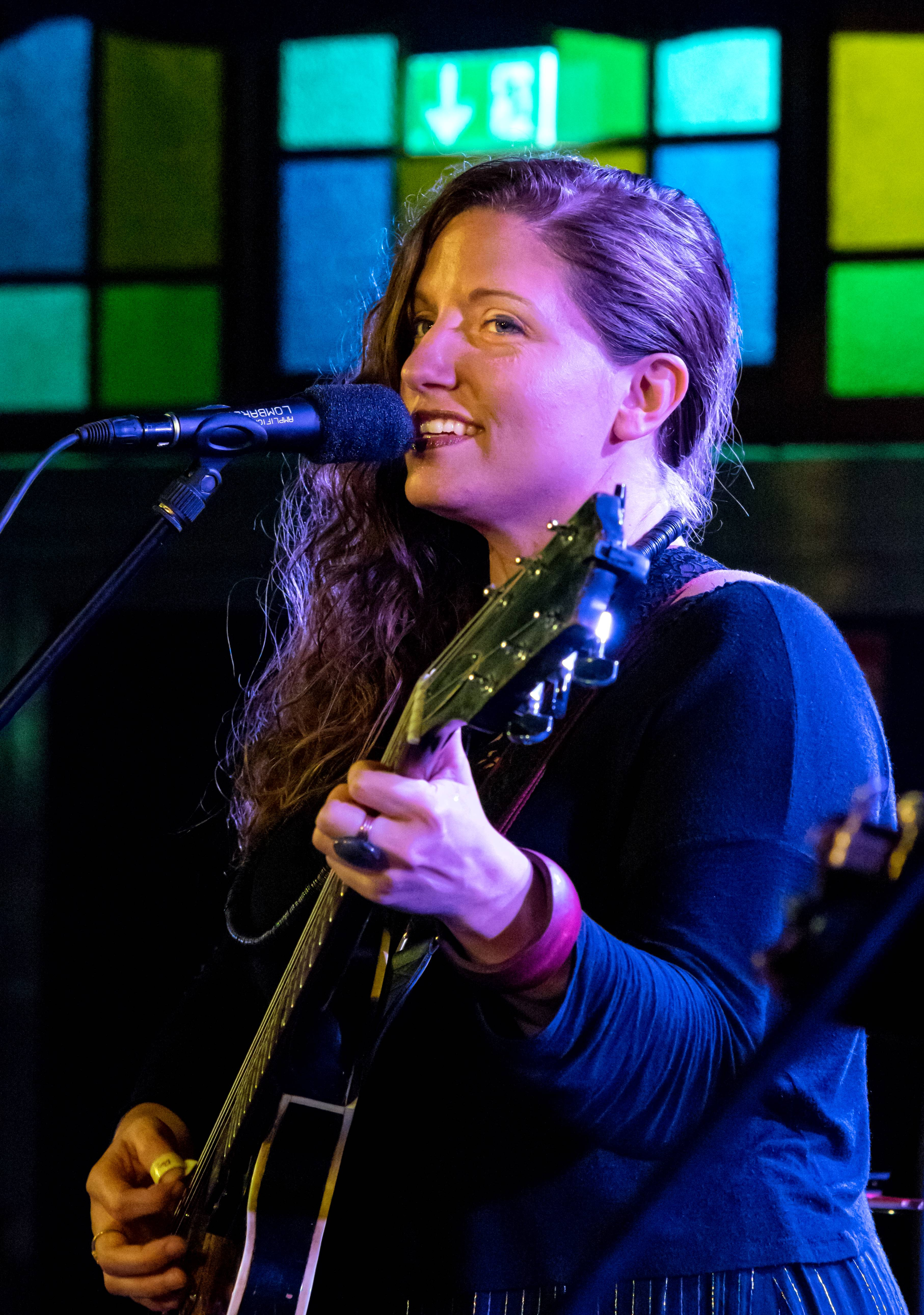
Jolie Holland auf dem ZMF 2015 in Freiburg

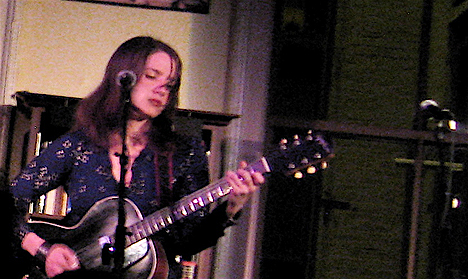
Jolie Holland, 2009

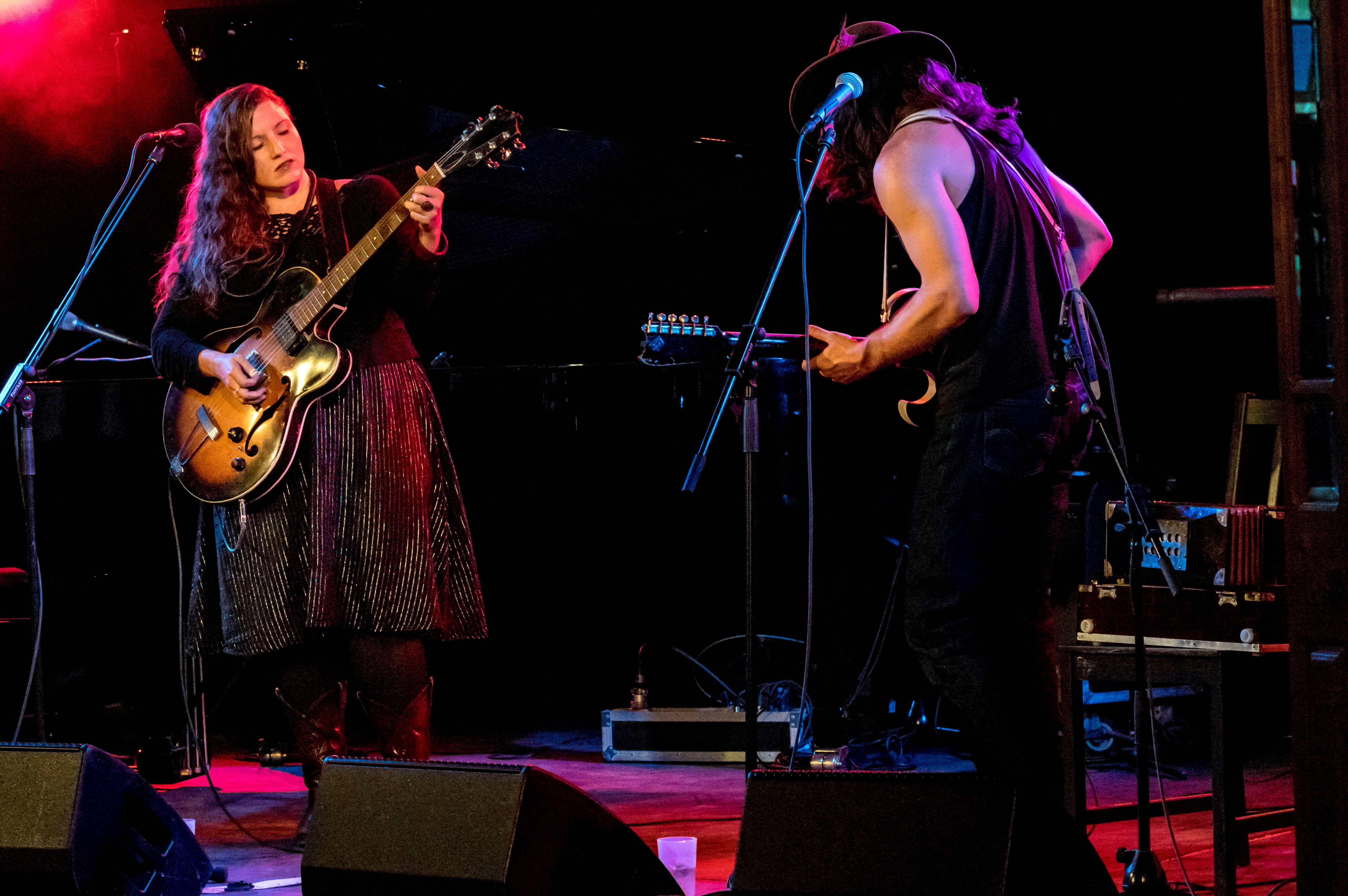
Jolie Holland auf dem ZMF 2015 in Freiburg

Jolie Holland (* 11. September 1975 in Houston, Texas) ist eine US-amerikanische Musikerin, die in ihrer Musik Elemente u. a. aus Folk, Country, Blues und Jazz vereint. Sie war eines der Gründungsmitglieder der Band The Be Good Tanyas.

## Leben
Die Öffentlichkeit wurde in größerem Maße auf Holland aufmerksam, als Tom Waits in einem Interview bekannt gab, Fan ihrer Musik zu sein. Er nominierte sie auch für den seit 2001 ausgeschriebenen Shortlist Music Prize.

## Diskografie

### Studioalben
- 2003 – Catalpa (Eigenveröffentlichung, später regulär veröffentlicht)
- 2004 – Escondida
- 2006 – Springtime Can Kill You
- 2008 – The Living and the Dead
- 2011 – Pint of Blood (als Jolie Holland + The Great Chandeliers)
- 2014 – Wine Dark Sea
- 2017 – Wildflower Blues (gemeinsam mit Samantha Parton)
- 2023 – Haunted Mountain

### Livealben
- 2006 – Jolie Holland and The Quiet Orkestra Live (Eigenveröffentlichung)

### Kollaborationen etc. (Auswahl)
- 2006 – Rogue's Gallery: Pirate Ballads, Sea Songs, and Chanteys (produziert von Hal Willner): The Grey Funnel Line
- 2007 – Booker T. Jones: What a wonderful world / It's a bessing
- 2012 – Portland Cello Project Play Beck Hansen's Song Reader: Why did you make me care? / America, where's my boy? / The wolf is on the hill
- 2022 – Grey DeLisle: Mama’s Little Rose